# Psolus eximius
Psolus eximius is een zeekomkommer uit de familie Psolidae.
De wetenschappelijke naam van de soort werd in 1941 gepubliceerd door T.S. Savel'eva.